# Arturo Nathan
Arturo Nathan (Trieste, 17 dicembre 1891 – Biberach an der Riß, 25 novembre 1944) è stato un pittore italiano di origine ebraica.

## Biografia

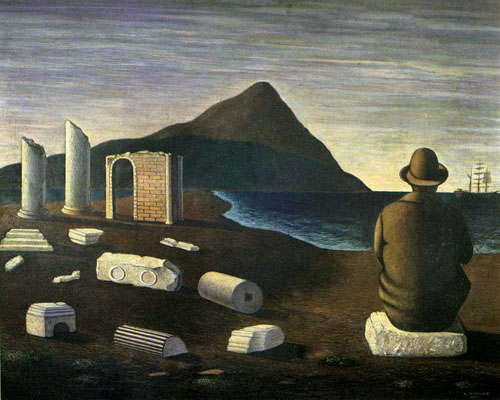
Il ghiaccio del mare, 1928

Iniziò come autodidatta, ma la sua formazione come pittore si colloca nel clima romano degli anni '20, in contatto con il substrato mitteleuropeo della pittura di Giorgio de Chirico e Alfredo Savini; di questo periodo sono i suoi primi autoritratti e i manichini. L'elemento metafisico sarà la base dello sviluppo artistico di Nathan, dove conviveranno atmosfere magiche tra elementi naturali e visioni museali.
Fu inviato al confino prima a Offida (AP), poi a Falerone (AP) dove fu arrestato. Quindi fu internato nel settembre 1943 nel campo di prigionia di Carpi e l'anno seguente fu deportato in Germania, prima nel campo di concentramento di Bergen-Belsen poi in quello di Biberach an der Riss, dove morì il 25 novembre 1944.

### Opere
- Scoglio incantato, 1931, Museo Revoltella, Trieste;
- Spiaggia abbandonata, 1935 circa, Galleria d'arte moderna, Milano;
- Malinconia, 1938, Museo Revoltella, Trieste.